# Bromure de zirconium(III)
Le bromure de zirconium(III) est un composé chimique de formule ZrBr3. Il s'agit d'un solide vert foncé qui cristallise sous forme d'aiguilles à l'éclat métallique. Il réagit avec l'humidité de l'air et avec l'eau avec dégagement d'hydrogène.
Presque tous les trihalogénures de titane, de zirconium et d'hafnium peuvent être préparés par réduction à haute température du tétrahalogénure correspondant avec le corps simple métallique, ce qui donne souvent une réaction incomplète avec une contamination du produit par l'excès de métal. ZrBr3 peut ainsi être obtenu à partir de bromure de zirconium(IV) ZrBr4 et de zirconium :
3 ZrBr4 + Zr ⟶ 4 ZrBr3.
Le bromure de zirconium(III) peut également cristalliser à partir d'une solution de zirconium(III) dans le bromure d'aluminium AlBr3. La solution est obtenue en réduisant une solution eutectique de ZrBr4 dans l'AlBr3 liquide à une température de 230 à 300 °C en présence de zirconium ou d'aluminium métallique,.